# Heteromysis spinosa
Heteromysis spinosa är en kräftdjursart som beskrevs av Mihai Bacescu 1986. Heteromysis spinosa ingår i släktet Heteromysis och familjen Mysidae. Inga underarter finns listade i Catalogue of Life.